# ووتبیس
ووتبیس (به فرانسوی: Vautebis) یک کمون در فرانسه است که در Canton of Ménigoute واقع شده‌است.

## خصوصیات
ووتبیس ۷٫۲۶ کیلومترمربع مساحت و ۱۱۸ نفر جمعیت دارد و ۱۸۵ متر بالاتر از سطح دریا واقع شده‌است.